# Dundee cake
La Dundee cake è una torta a base di uva passa, mandorle, scorza d'arancia e Sherry originaria dell'omonima località scozzese.

## Storia
Benché, secondo una tradizione, il dolce venne preparato per la prima volta per Maria Stuarda nel XVI secolo, la Dundee cake venne in realtà ideata alla fine del secolo seguente da Janet Keiller di Dundee. La sua azienda Keiller's marmalade preparava le Dundee cake in tutti quei periodi dell'anno in cui non produceva le sue celebri marmellate e per recuperare la buccia avanzata degli agrumi usati per preparare i suoi prodotti.
Risulta che tra gli apprezzatori della Dundee cake vi fosse la regina Elisabetta II.
Fino agli anni settanta del Novecento, la Dundee cake era preparata in via esclusiva dalla Keiller's. Negli anni seguenti il dolce iniziò a essere imitato in altre parti del Regno Unito. Il dolce è oggi conosciuto in tutto il mondo.